# 軒付け
『 軒付け』（のきづけ）は上方落語の演目。別題『軒付け浄瑠璃』・『軒づけ浄るり』（のきづけじょうるり）。
演題の「軒付け」は、3代目桂米朝の説明では「大道芸人の門づけとはまたちがって、浄瑠璃の軒づけをやって修行する」とある。東大落語会編『落語事典 増補』では「しろうとが修業のために夜人家の門口に立って義太夫を語る」とする。
浄瑠璃に熱中している男が知り合いに語って聞かせようとしたところ「味噌が腐るからやめてくれ」と断られる。かわりに軒付けを紹介され、さっそく仲間に入ったが、いざ回ってみるとさんざんな目に遭うという内容。
宇井無愁は原話として、安永6年（1777年）刊『夕涼新話集』の「十八公」を挙げている（浄瑠璃に凝った人物に一つ聞かせてくれと頼んで、周りの家のおかみ数人も聴きに来るがそのうち味噌桶やぬかみそ桶を表へ出してくれという内容）。佐竹昭広・三田純一編『上方落語』下巻（1970年）では、「義太夫の発祥の地である大阪は、かつて義太夫が盛ん、というより唯一の庶民的音曲であるかのごとき観を呈した。"流し"といえば新内流しでも法界屋でもなく、義太夫の流しであった、そんな時代に作られた落語であろう。」と記している。
落ち（サゲ）は「下手な浄瑠璃で味噌が腐る（あるいは「漬物の味が変わる」）という俗説による。
橘ノ圓都の「十八番」だったとされる。

## あらすじ
※以下『上方落語』下巻掲載の内容に準拠する。
浄瑠璃に凝っているという男が、久しぶりに訪ねた知人にそのことを話す。浄瑠璃の会で『忠臣蔵』五段目を演じたものの、初舞台の緊張でいきなり変な声が出たり台詞を間違えたりで、客から野次、さらにはものまで投げつけられたという内容。きちんと手順を踏んでから舞台に立てと諭す知人に男はここでやりたいと言うが「味噌の味が変わるからやめろ」と断られる。どこかで浄瑠璃ができないかという男に知人は、軒付けを紹介する。「乞食の門付けみたいな真似」と及び腰な男に知人は、旦那衆がやるものでうまくいけば行った先の家で鰻の茶漬けをごちそうしてもらえることもあると話し、鰻の茶漬けに惹かれた男は知人に軒付けの集まりに連れて行ってもらう。
軒付けの集まりでは、本なしでは語れないという男は呆れられるが、ともかく出かけることになる。しかし三味線の佐吉が来られないため、紙屑屋の天さんが代理として加わった。その天さんは師匠がいないと調子が合わせられず、調子が戻らないように鎹で止めるという上に、いざ軒に立つと反り身になるから後ろから支えてくれ、「胴が滑る」「棹が太い」と、胴や転軫（てんじん）を他人に持ってくれと頼む始末。それでもある家で語り出したが、そこは「貸家」の札が貼られた空き家。次の家に行くと反吐をついていると言われ、その次の家では病人がいると断られる。さらにその次では子どもが寝付いたところだと文句を言われてしまった。
最後に、耳の遠い糊屋の老婆に聞かせることにした。ここでは快く承諾してもらい、男は『朝顔日記』の大井川の段を語るが、天さんの下手な三味線に耐えられずやめる。だが老婆は「あんたがた、みな、浄瑠璃上手じゃなァ」とほめる。耳が遠いのになぜわかるのかと尋ねると「食べてる味噌の味が変わらん」。

## バリエーション
落ち（サゲ）には、「道理でねぶか（ネギ）を好きよる」というものもある。これはやはり下手な浄瑠璃への評として、「節がない」ということにかけたもの。

## 口演の特徴
『上方落語』下巻（1970年）では、「古いことばや、風俗などが出てくるにもかかわらず、いまだにネタとして健在であるのは、大阪漫才的な、掛け合いのおもしろさのためであろう」と評している。また、同書では類似の題材を扱った『寝床』が江戸落語でも演じられるのに対して本演目がない点について「東京が義太夫の土地ではなかった、ということにあろうと思われる」と記している。